# William Brasseur
William Brasseur (Marke, 12 gennaio 1903 – Baguio, 1º febbraio 1993) è stato un vescovo cattolico belga, missionario della Congregazione del Cuore Immacolato di Maria nelle Filippine.

## Biografia
Primogenito maschio dei nove figli di un industriale tessile, studiò nel Collège Saint-Joseph di Mouscron e abbracciò la vita religiosa nella Congregazione del Cuore Immacolato di Maria; conseguì i dottorati in filosofia e teologia presso la Pontificia Università Gregoriana di Roma e fu ordinato prete nel 1929.
Assegnato alle missioni del suo istituto nelle Filippine, nel 1931 fu inviato a Kabayan; nel 1935 fu richiamato in patria come docente di Sacre Scritture a Lovanio e nel 1938 tornò nelle Filippine, a Kapangan. Durante la seconda guerra mondiale e l'occupazione giapponese delle Filippine, la sua missione divenne rifugio per numerosi sfollati.
Nel 1946 fu nominato superiore provinciale per le Filippine della sua congregazione e nel 1948 fu eletto vescovo titolare di Agatonice e primo vicario apostolico di Mountain Provinces. 
Durante il suo episcopato, fondò 8 ospedali rurali, 20 dispensari, 59 scuole, 2 seminari e 44 stazioni missionarie; curò la formazione del clero indigeno e fondò la congregazione delle Suore del Cuore Immacolato di Maria.
Nel 1961 gli fu conferita la cittadinanza onoraria delle Filippine. Protestò attivamente contro la legge marziale imposta dal regime di Ferdinand Marcos.
Rinunciò al governo del vicariato apostolico nel 1981. Malato da tempo, morì di polmonite nel 1993.

## Genealogia episcopale
La genealogia episcopale è:
- Cardinale Scipione Rebiba
- Cardinale Giulio Antonio Santori
- Cardinale Girolamo Bernerio, O.P.
- Arcivescovo Galeazzo Sanvitale
- Cardinale Ludovico Ludovisi
- Cardinale Luigi Caetani
- Cardinale Ulderico Carpegna
- Cardinale Paluzzo Paluzzi Altieri degli Albertoni
- Papa Benedetto XIII
- Papa Benedetto XIV
- Papa Clemente XIII
- Cardinale Enrico Benedetto Stuart
- Cardinale Ignazio Busca
- Arcivescovo John Thomas Troy, O.P.
- Arcivescovo Daniel Murray
- Arcivescovo John MacHale
- Arcivescovo John MacEvilly
- Arcivescovo John Healy
- Arcivescovo Michael James O'Doherty
- Vescovo William Brasseur